# 캠프 맥냅
캠프 맥냅(Camp MacNab)는 제주도 서귀포시 대정읍 상모리 송악산 근처에 있는 알뜨르 비행장을 기반으로 운영되었던 주한 미군의 기지이다.

## 역사
시설은 일본군에서 건설한 알뜨르 비행장을 기반으로 한다. 광복이후, 국방경비대 제9연대가 주둔하였고, 한국 전쟁이 발발한 후에는 1952년 유엔 사령부의 공군이 창설되고, 본격적인 주둔하기 시작한 1953년부터 1958년까지 책임자였던 맥냅 대령의 이름을 따서 "캠프 맥냅"으로 지어졌다. 제20지원단과 제34지원단에서 관리하였다.
주로 시설 장비로 퀸셋 헛간을 썼으며, 주한 영국군도 주둔하고 있던 시절에는 시설 주변에 기지촌이 형성될 정도로 규모되었으나, 1957년에 완전히 철수한 후의 주변 상권은 쇄락하였다. 1958년부터 베트남 전쟁이 끝난 1973년까지 제5공군의 레이다 기지로 쓰였다. 1992년 5월, 훈련소과 연합 서비스 조직사기, 복지, 재활(MWR) 시설로 용도가 바뀌었다.
2005년 3월 21일, 캠프 맥냅가 폐쇄되었다.
2006년 7월 15일, 캠프 하우스, 캠프 스탠턴, 캠프 자이언트, 캠프 보니파스, 캠프 리버티벨, 캠프 그리브스, 자유의 다리, 캠프 콜번, 캠프 라과디아, 캠프 님블, 유엔 컴파운트, 찰리 블럭, 매향리 사격장, 서울역의 미군 사무소와 함께 대한민국 정부로 반환되었다.

## 참고
1. 1 2  “제주 미군기지 ‘맥냅’ 관리 전환”. 한겨레. 2006년 7월 15일. 2018년 4월 29일에 확인함.
2. ↑  “모슬포 맥내브 미군기지, 그 반세기의 이야기들”. 제주의 소리. 2018년 4월 29일에 확인함.
3. ↑  Joseph Giordono (2005년 3월 13일). “USFK: Camp MacNab resort to close” (영어). 스타스 앤 스트립스. 2018년 4월 29일에 확인함.
4. ↑  “모슬포 ‘맥냅’미군기지 15일 정오 반환”. 서귀포남제주신문. 2006년 7월 15일. 2018년 4월 29일에 확인함.